# 三ケ田町
三ケ田町（みけたまち）は、大分県大分市の地名。現行行政地名は三ケ田町一丁目から三ケ田町三丁目。住居表示実施済区域。

## 地理
大分市の中心部に位置し、東に南太平寺、南に二又町、南西に田中町、西と北西に永興、北に旭町と接している。

## 歴史

### 沿革
- 2020年（令和2年）1月11日 - 住居表示を実施に伴い、大字永興、大字永興三ケ田町、大字奥田、大字奥田三ケ田町の各一部（通称は三ケ田町、永興（一部））から、三ケ田町一丁目から三ケ田町三丁目を新設[5]。

### 町名の変遷
| 実施後         | 実施年月日               | 実施前（各町名ともその一部）                                              |
| -------------- | ------------------------ | ------------------------------------------------------------------------- |
| 三ケ田町一丁目 | 2020年（令和2年）1月11日 | 公称:大字永興、大字永興三ケ田町（各一部） 通称:三ケ田町                   |
| 三ケ田町二丁目 | 2020年（令和2年）1月11日 | 公称:大字永興、大字永興三ケ田町、大字奥田三ケ田町（各一部） 通称:三ケ田町 |
| 三ケ田町三丁目 | 2020年（令和2年）1月11日 | 公称:大字永興、大字永興三ケ田町、大字奥田（各一部） 通称:三ケ田町、永興   |

## 世帯数と人口
2022年（令和4年）3月31日現在（大分市発表）の世帯数と人口は以下の通りである。
| 丁目           | 世帯数  | 人口  |
| -------------- | ------- | ----- |
| 三ケ田町一丁目 | 259世帯 | 481人 |
| 三ケ田町二丁目 | 117世帯 | 175人 |
| 三ケ田町三丁目 | 166世帯 | 289人 |
| 計             | 542世帯 | 945人 |

### 人口の変遷
国勢調査による人口の推移。
| 2020年（令和2年） | 930人 | [ 6 ] |  |

### 世帯数の変遷
国勢調査による世帯数の推移。
| 2020年（令和2年） | 522世帯 | [ 6 ] |  |

## 学区
市立小・中学校に通う場合、学区は以下の通りとなる（2022年4月時点）。
| 丁目           | 番・番地等 | 小学校               | 中学校               |
| -------------- | ---------- | -------------------- | -------------------- |
| 三ケ田町一丁目 | 全域       | 大分市立南大分小学校 | 大分市立南大分中学校 |
| 三ケ田町二丁目 | 全域       | 大分市立南大分小学校 | 大分市立南大分中学校 |
| 三ケ田町三丁目 | 全域       | 大分市立南大分小学校 | 大分市立南大分中学校 |

## 交通
- 国道210号
- 大分県道601号小挾間大分線

## 施設
- 豊和銀行 南大分支店[8]

## その他

### 日本郵便
- 郵便番号 : 870-0888[2]（集配局 : 大分中央郵便局[9]）。